# Conceição de Tavira
Conceição de Tavira, ou apenas Conceição, é uma localidade portuguesa do Município de Tavira que foi sede da extinta Freguesia de Conceição de Tavira, freguesia que tinha 61,18 km² de área e 1 438 habitantes (2011), e, por isso, uma densidade populacional de 23,5 hab/km². 
Em 2013, no âmbito da reforma administrativa, a Freguesia de Conceição de Tavira foi agregada à Freguesia de Cabanas de Tavira, criando-se a União das Freguesias de Conceição e Cabanas de Tavira.

## História
Historicamente a localidade e seus terrenos a sul integravam a chamada Herdade da Gomeira, terras concedidas no foral de Afonso III a Tavira em 1266 à ordem de Santiago de Espada .
Os primeiros registos que se conhecem sobre esta freguesia datam de 1518 , data dos mais antigos registos da existência da sua igreja paroquial, dedicada a Nossa Senhora da Conceição.  A maior parte da área desta freguesia compreende uma grande área rural, de sítios e pequenas povoações dispersas, compreendendo Barrocal e Serra, sendo alguns: Aldeia, Alhos, Almargem, Alvisquer, Benamor, Canada, Carapeto, Cativa, Daroeira, Gomeira, Mato da Ordem, Morgado,  Solteiras, Valongo.
Alguns lugares, como Canada, Praia, Fortaleza, Morgado e Gomeira transitaram para a freguesia de Cabanas de Tavira, que durou entre 1997 e 2013, altura em que esta freguesia foi reunida de volta com anterior freguesia que a integrava, dando origem à actual União de Freguesias de Conceição e Cabanas de Tavira.

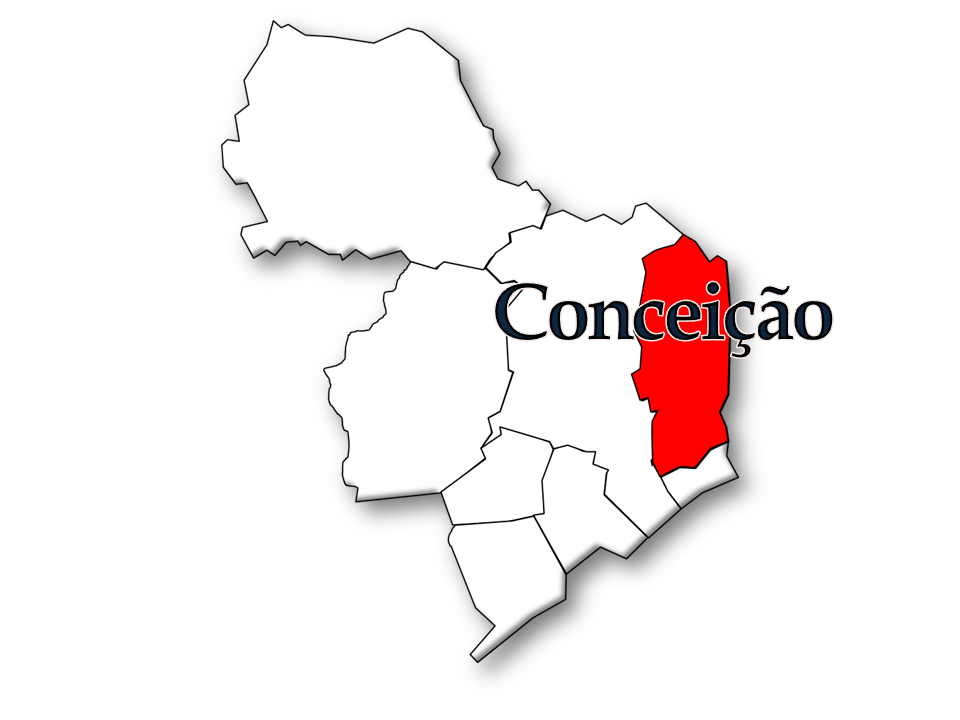
Localização da Freguesia de Conceição (mapa antes da constituição da União de Freguesias) no Município de Tavira

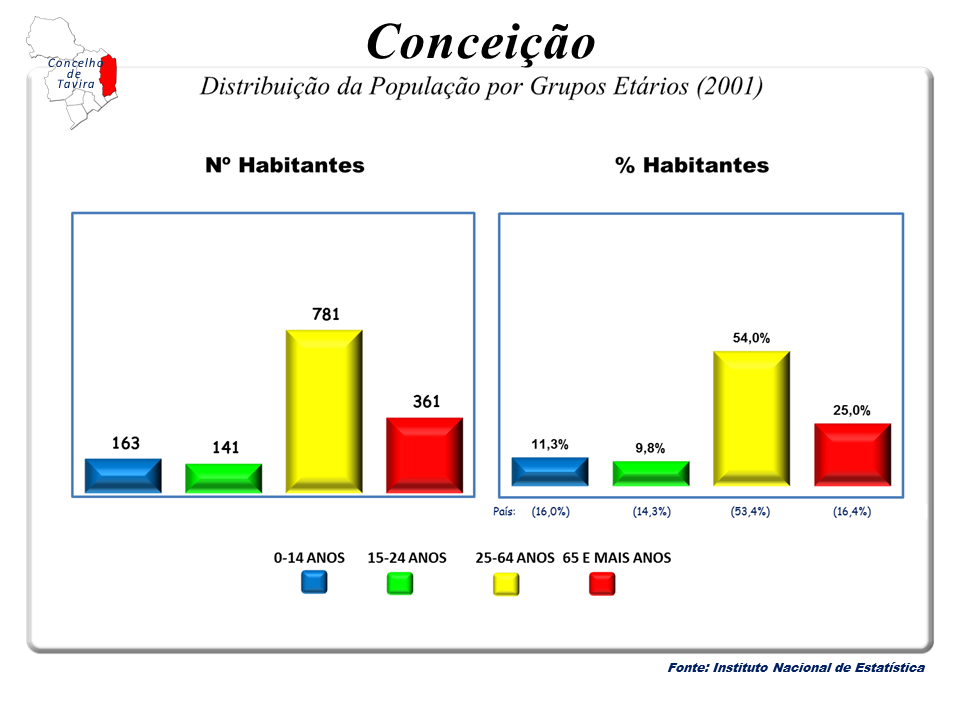
A População em 2001

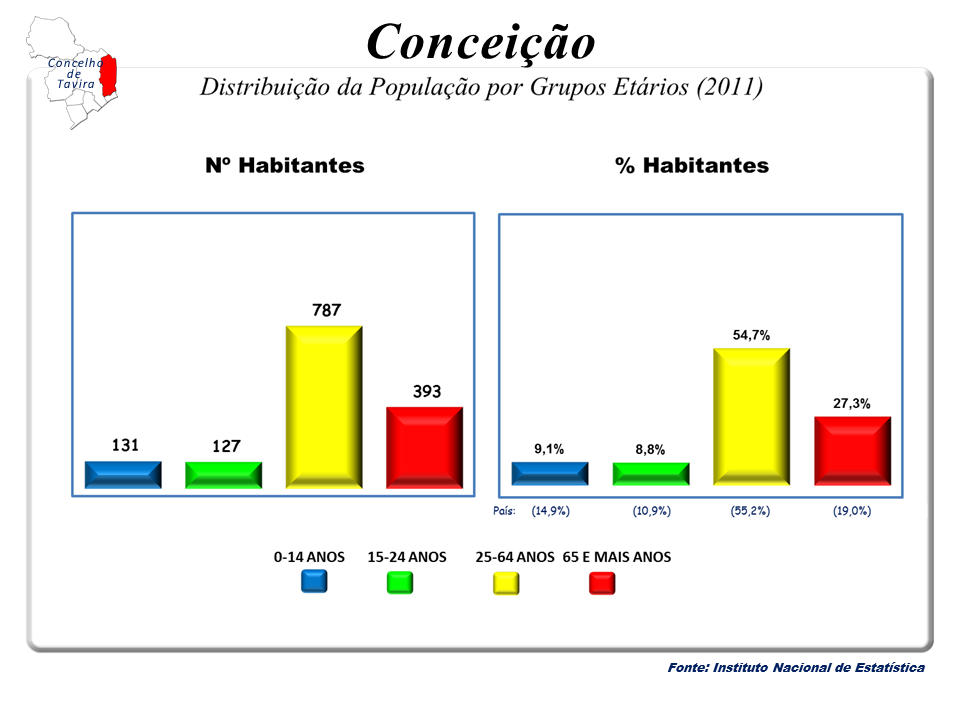
A População em 2011

## População

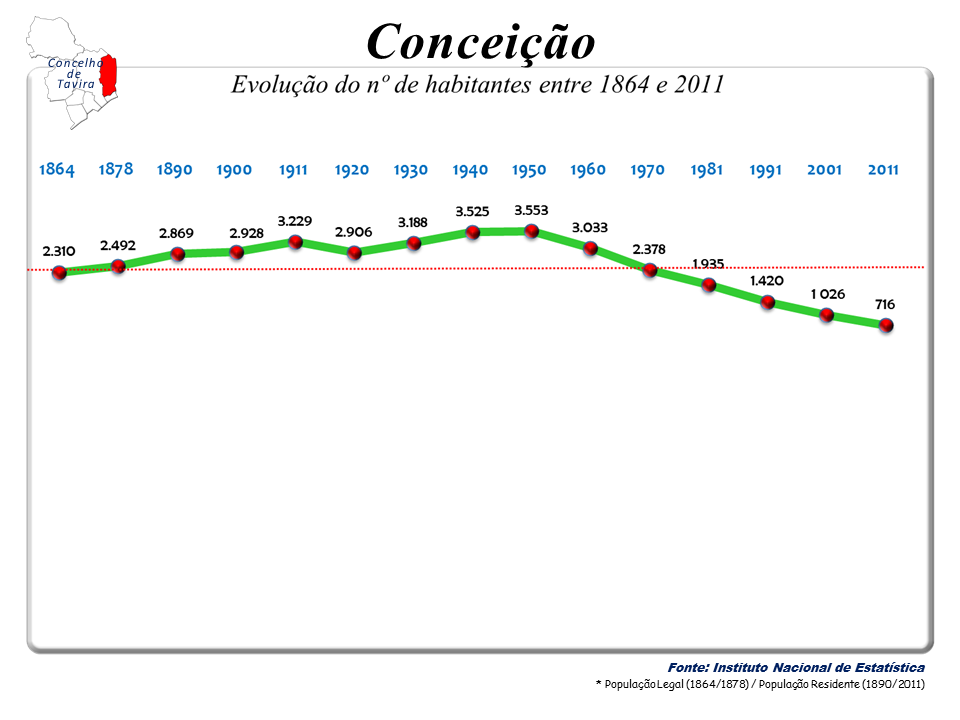
Evolução da População 1864 / 2011

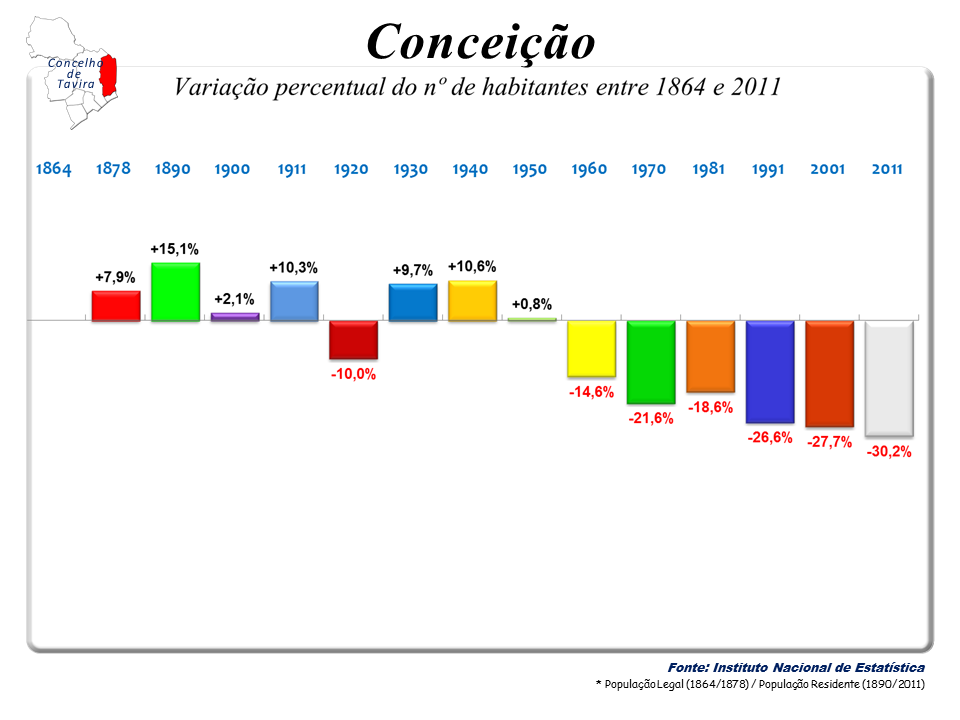
Variação da População 1864 / 2011

| População da freguesia de Conceição | População da freguesia de Conceição | População da freguesia de Conceição | População da freguesia de Conceição | População da freguesia de Conceição | População da freguesia de Conceição | População da freguesia de Conceição | População da freguesia de Conceição | População da freguesia de Conceição | População da freguesia de Conceição | População da freguesia de Conceição | População da freguesia de Conceição | População da freguesia de Conceição | População da freguesia de Conceição | População da freguesia de Conceição |
| ----------------------------------- | ----------------------------------- | ----------------------------------- | ----------------------------------- | ----------------------------------- | ----------------------------------- | ----------------------------------- | ----------------------------------- | ----------------------------------- | ----------------------------------- | ----------------------------------- | ----------------------------------- | ----------------------------------- | ----------------------------------- | ----------------------------------- |
| 1864                                | 1878                                | 1890                                | 1900                                | 1911                                | 1920                                | 1930                                | 1940                                | 1950                                | 1960                                | 1970                                | 1981                                | 1991                                | 2001                                | 2011                                |
| 1 680                               | 2 249                               | 2 225                               | 2 432                               | 2 773                               | 2 405                               | 3 032                               | 3 362                               | 3 327                               | 2 971                               | 2 691                               | 2 686                               | 2 640                               | 1 446                               | 1 438                               |

## Simbologia do Brasão
- Flor-de-lis - Símbolo de Nossa Senhora da Conceição, padroeira da Freguesia e de Portugal desde o tempo de Dom João IV.
- A cruz da Ordem de Santiago - Lembra que a freguesia era um couto desta Ordem.
- A mata de verde - Representa a Mata Florestal da Conceição (Santa Rita) que é Reserva de Caça e Mata Nacional.
- A mó - Representa os vários moinhos de vento da freguesia.Brasão da Freguesia da Conceição

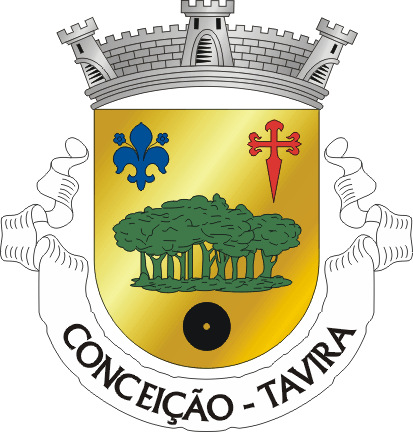
Brasão da Freguesia da Conceição

## Património
- Forte da Conceição ou Forte de São João Baptista ou Forte de São João da Barra
- Igreja Paroquial de Nossa Senhora da Conceição, antigamente Ermida de Nossa Senhora da Conceição da Gomeira
- Ponte Velha do Almargem (Tavira)

## Biblografia
- Anica, Arnaldo Casimiro, Tavira e o Seu Termo - Memorando Histórico, Edição da Câmara Municipal de Tavira, 1993
- Anica, Arnaldo Casimiro, Tavira e o Seu Termo - Memorando Histórico, Vol.II, Edição da Câmara Municipal de Tavira, 2001
- Anica, Arnaldo Casimiro, Monografia da Freguesia de Conceição de Tavira, Edição da Junta de Freguesia de Conceição de Tavira, 2008
- Chagas, Ofir Renato das, Tavira, Memórias de uma Cidade, Edição do Autor, 2004
- Tavira vive cultura, revista trimestral, Ed. Câmara Municipal de Tavira, Julho de 2008

## Hiperligações externas
- «Site Oficial da Junta de Freguesia da Conceição de Tavira»